# Cerkiew św. Eliasza w Ubrodowicach
Cerkiew św. Eliasza – unicka, a następnie prawosławna cerkiew w Ubrodowicach, wzniesiona w XIX w. i zburzona w 1938.

## Historia
Świątynia została wzniesiona jako cerkiew unicka, przed likwidacją unickiej diecezji chełmskiej przez władze rosyjskie. Sąsiadowała z unickim, następnie prawosławnym cmentarzem. Była czynna do 1915, gdy miejscowa ludność prawosławna udała się na bieżeństwo.
Większość mieszkańców Ubrodowic była wyznania prawosławnego. Mimo to po I wojnie światowej miejscowa społeczność katolicka zaczęła ubiegać się o przejęcie budynku na swoje potrzeby, przywołując fakt, że obiekt został wzniesiony z fundacji miejscowego szlachcica wyznania rzymskokatolickiego. W 1923 wniosek wiernych poparł biskup lubelski Marian Leon Fulman. W roku następnym wojewoda lubelski zgodził się tymczasowo przekazać świątynię katolikom. Hierarcha lubelski kontynuował starania o przyznanie praw do obiektu na stałe. Równocześnie swoich praw do cerkwi bronili miejscowi prawosławni, wspierani przez ukraińskich posłów na polski Sejm. Według nich premier Władysław Grabski obiecał doprowadzić do otwarcia świątyni na potrzeby prawosławnych, nie odwołano jednak planowanej uroczystości rekoncyliacji budowli na kościół. Miała ona odbyć się 21 maja 1924 pod przewodnictwem proboszcza rzymskokatolickiej parafii w Moniatyczach ks. Wincentego Pawelca.

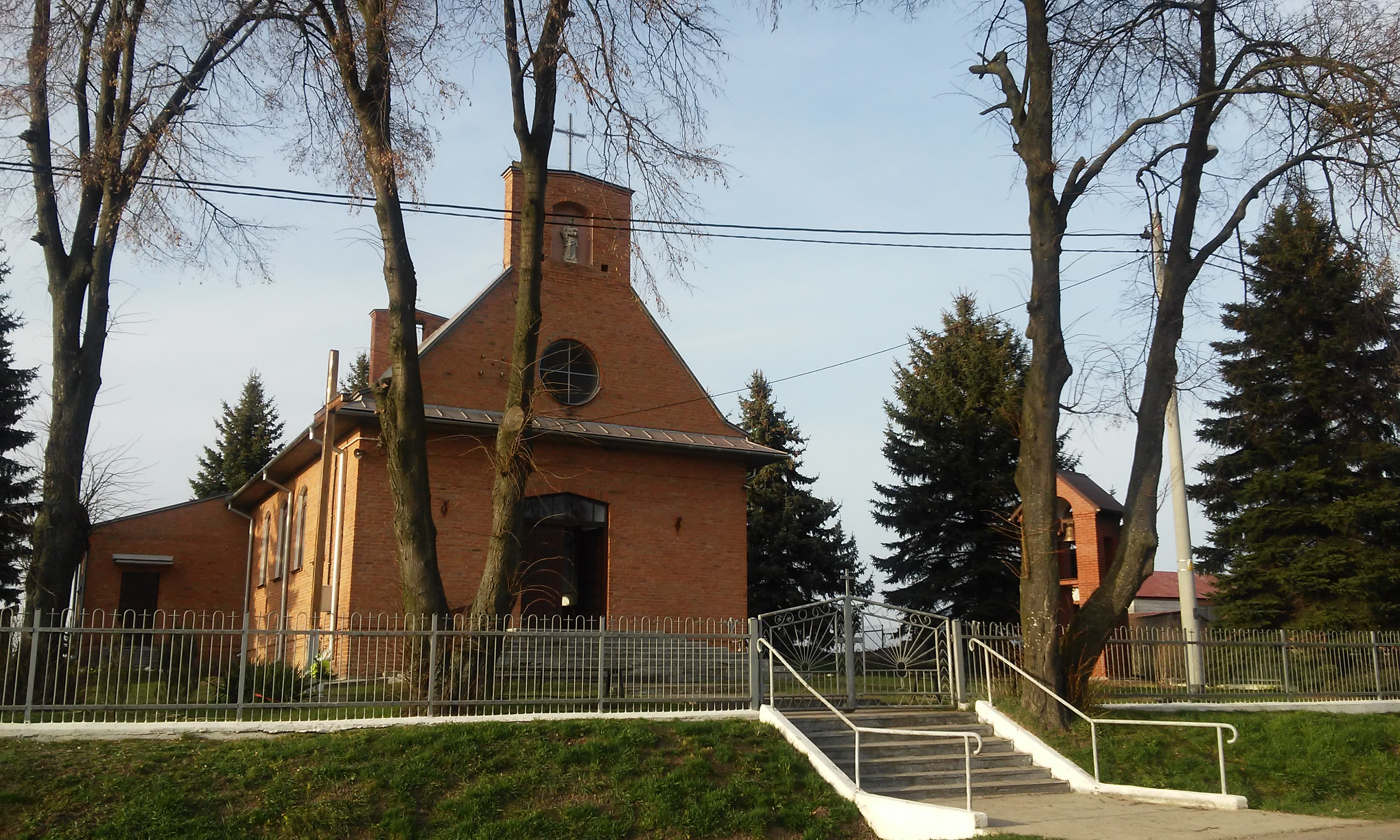
Kaplica rzymskokatolicka w Ubrodowicach położona na miejscu rozebranej w 1938 cerkwi

Faktycznie cerkiew w Ubrodowicach nigdy nie stała się czynnym kościołem łacińskim. Z powodu oporu miejscowych prawosławnych ks. Pawelec nie był w stanie wejść do świątyni, poświęcił ją jedynie z zewnątrz, a następnie skontaktował się z kurią diecezjalną oraz z władzami wojewódzkimi. Wyznaczono nowy termin uroczystości rekoncyliacji – 25 maja. Moniatycka parafia zorganizowała na ten dzień procesję, zaś starosta hrubieszowski obiecał katolikom asystę policyjną. Już w czasie trwania procesji okazało się, że siły policyjne nie zjawią się jednak w Ubrodowicach. Wierni zażądali, by mimo to kontynuować uroczystość. Po dotarciu do Ubrodowic zostali jednak zaatakowani kijami, cegłami i gwoździami przez prawosławnych zgromadzonych w obronie cerkwi. Rekoncyliacja nie odbyła się. Budynek cerkiewny został opieczętowany, a wojewoda lubelski postanowił ponownie rozpatrzyć kwestię jego przyszłej przynależności.
Sprawa ubrodowicka była żywo komentowana na łamach prasy, która podawała wyraźnie różniące się od siebie opisy zajścia przed świątynią. Przedstawiciele obydwu Kościołów nadal starali się o przejęcie budynku na stałe – działania w tym kierunku podejmowali katolicki biskup lubelski, prawosławny metropolita warszawski i całej Polski oraz biskup Antoni (Marcenko). Ministerstwo Wyznań Religijnych i Oświecenia Publicznego zapewniało o swojej życzliwości dla katolików, lecz twierdziło, że nie może przekazać im cerkwi, gdyż oznaczałoby to wybuch nowych zamieszek.
Nieczynna cerkiew w Ubrodowicach przetrwała do 1938, gdy została rozebrana w ramach akcji polonizacyjno-rewindykacyjnej.
Pod względem architektonicznym świątynia w Ubrodowicach przypominała kościoły łacińskie.